# Wiśnicko-Lipnicki Park Krajobrazowy

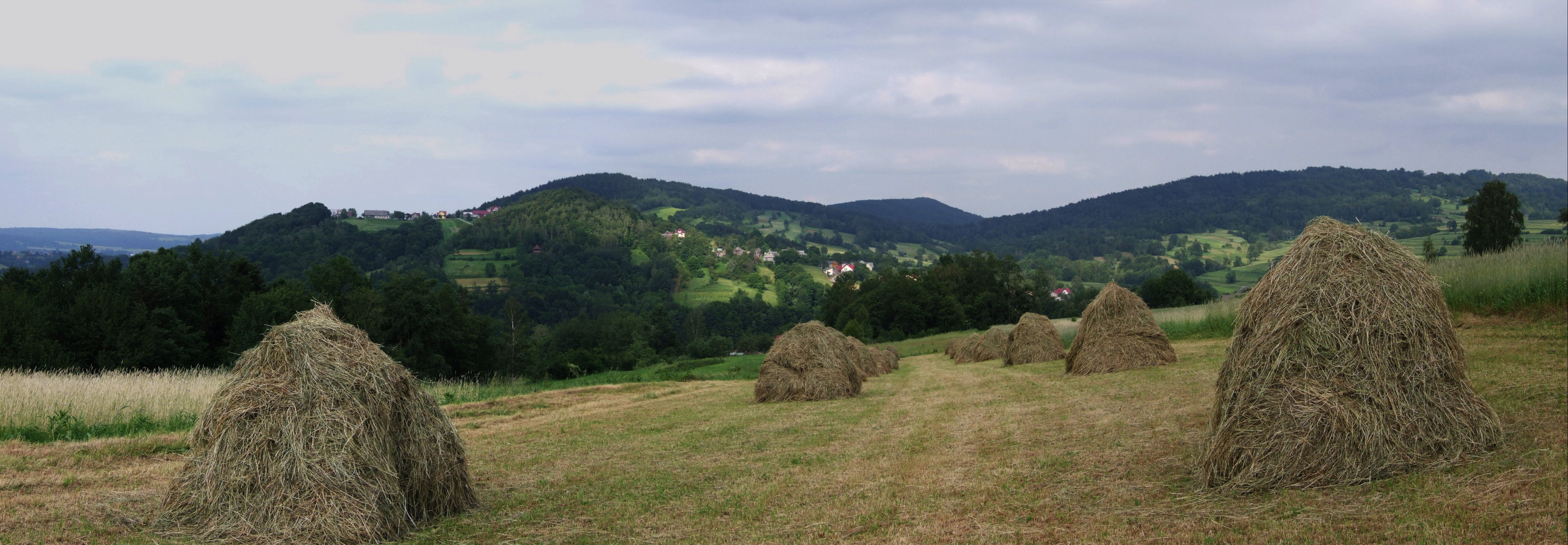
Krajobraz. Widok na Pasmo Szpilówki z Rajbrotu

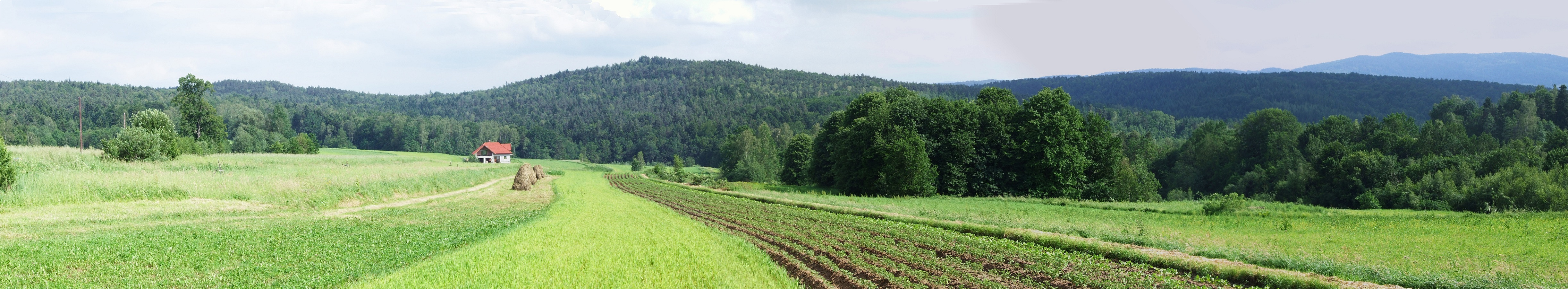
Paprotna

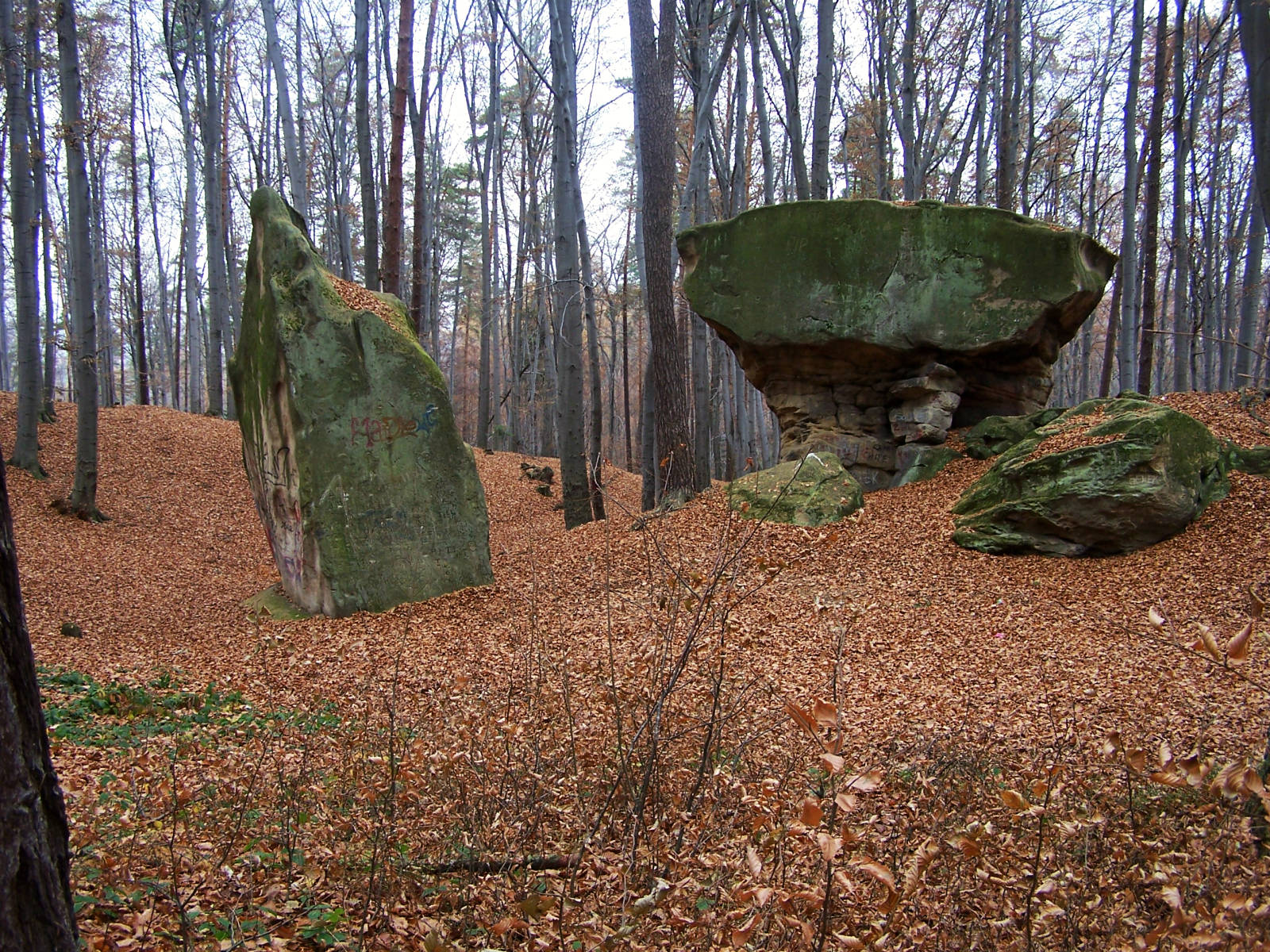
Rezerwat przyrody Kamień Grzyb

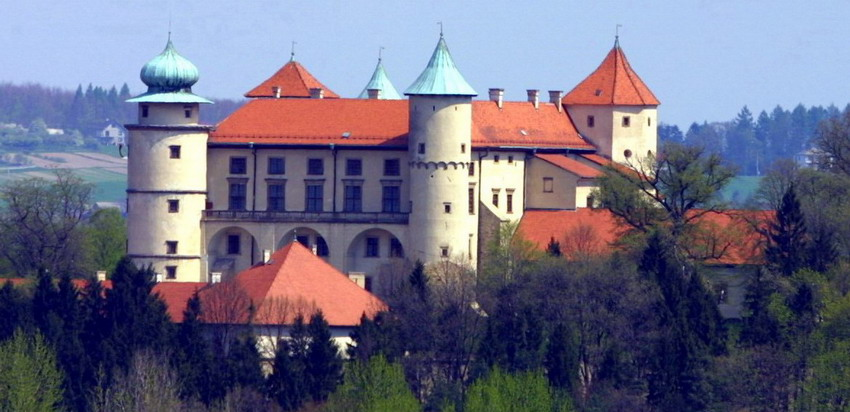
Zamek w Nowym Wiśniczu

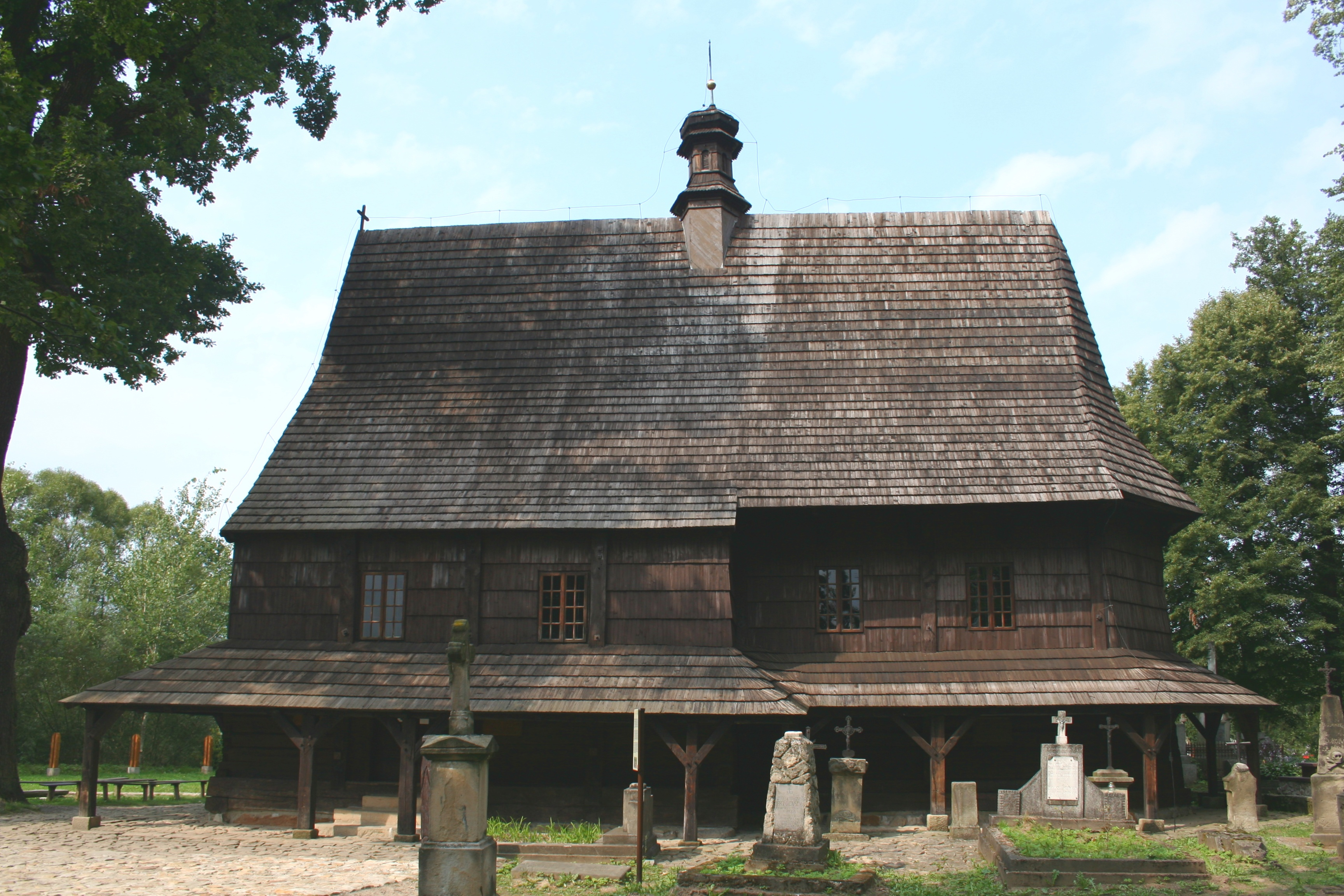
Kościół św. Leonarda w Lipnicy Dolnej

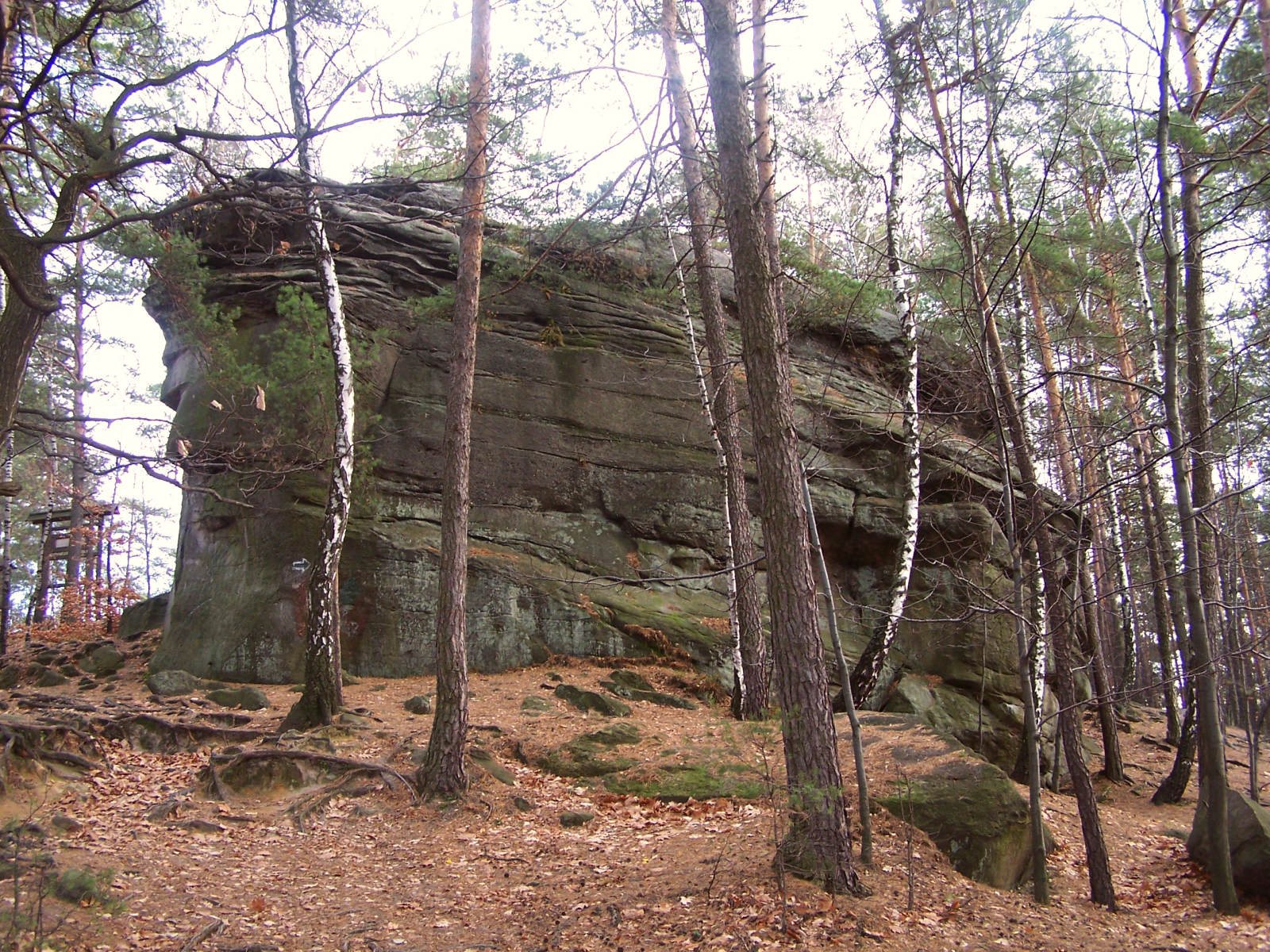
Kamienie Brodzińskiego

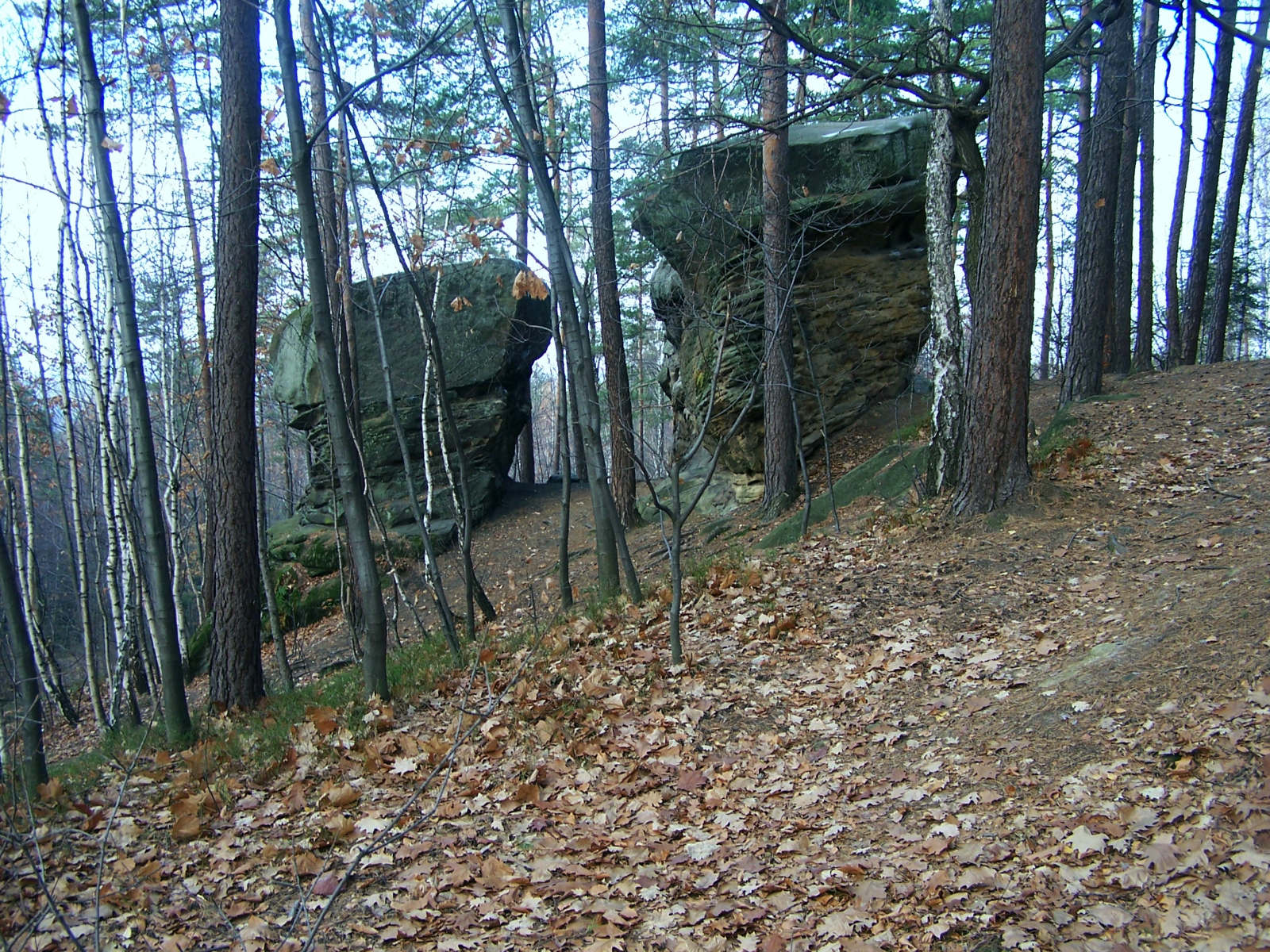
Kamienie Brodzińskiego

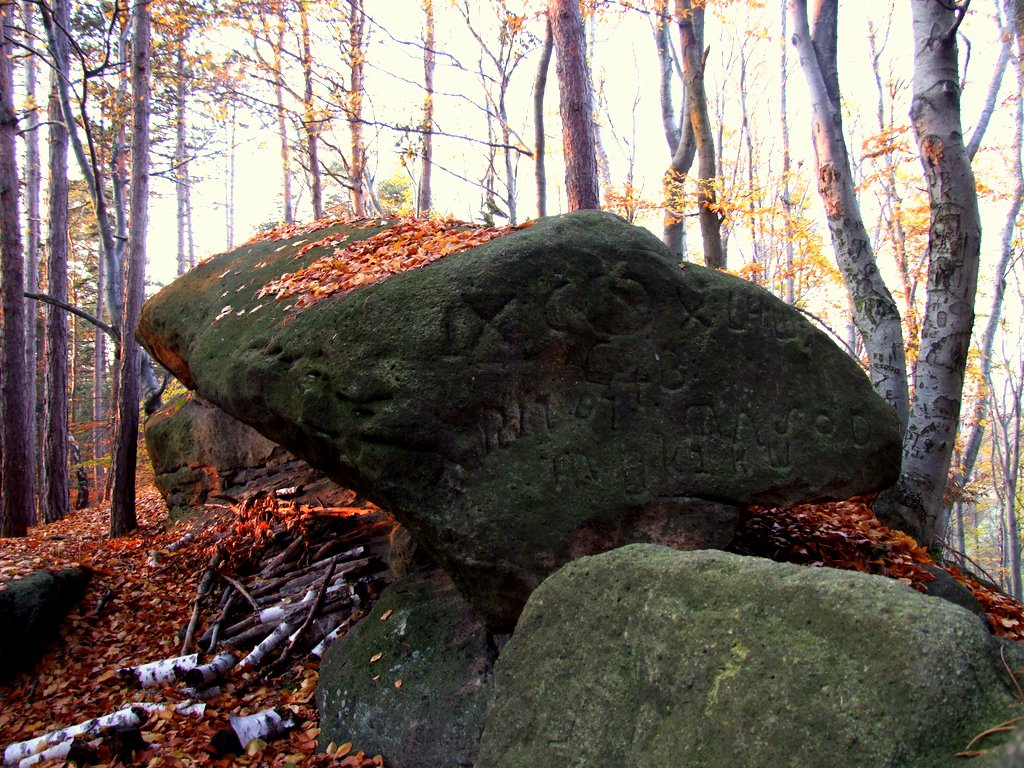
Skałki Chronowskie

Wiśnicko-Lipnicki Park Krajobrazowy jest parkiem krajobrazowym, który powstał w maju 1997 roku i leży w środkowej części województwa małopolskiego, na Pogórzu Wiśnickim (513.34, według: Kondracki, 1994) przynależącym do fliszowych Karpat zewnętrznych (513, według: Kondracki, 1994). Funkcje otuliny pełnią: Obszar Chronionego Krajobrazu Wschodniego Pogórza Wiśnickiego oraz Obszar Chronionego Krajobrazu Zachodniego Pogórza Wiśnickiego.

## Opis ogólny
Powierzchnia parku wynosi 14 230,79 ha (w całości teren gmin Nowy Wiśnicz i Lipnica Murowana). Celem utworzenia parku była ochrona wyróżniającego się krajobrazu przyrodniczego i unikalnego krajobrazu kulturowego. Na terenie parku występują bardzo różnorodne obszary o unikatowych walorach krajobrazowych. Oprócz wzgórz, których wysokość przekracza 500 m n.p.m. występują niewielkie i płaskie wzgórza, głębokie doliny rzeczne, strome jary potoków, obszary pól uprawnych, lasy, łaski i torfowiska. Na wzgórzach leśnych występują liczne ostańce skalne, często posiadające kształt grzyba. Różnorodność rzeźby terenu Pogórza Wiśnickiego na tym obszarze pociąga za sobą różnorodność występujących tu ekosystemów i bogactwo gatunków roślin oraz zwierząt. Bogaty jest też dorobek kultury materialnej tego regionu.
Środowisko przyrodnicze na obszarze parku jest w niewielkim tylko stopniu skażone, gdyż brak tu ciężkiego przemysłu i wielkich aglomeracji miejskich, a rolnictwo zbliżone jest do ekologicznego. W ostatnich czasach obserwuje się postępującą naturalizację krajobrazu na terenie parku. Część pól uprawnych bowiem wskutek zaniechania uprawy zarasta lasem lub zamieniona zostaje na łąki i ugory.

## Zabytkikultury materialnej
- Nowy Wiśnicz:
  - fortyfikacje i zespół miejski
  - ratusz w Nowym Wiśniczu
  - klasztor z XVII wieku (obecnie zakład karny)
- Lipnica Murowana:
  - zachowany średniowieczny układ miejski
  - kościół parafialny z XIV wieku
  - dwór z XIX wieku
  - domy podcieniowe w rynku
  - drewniany kościół św. Leonarda
- Rajbrot – gotycki drewniany kościół pw. Narodzenia NMP
- Stary Wiśnicz:
  - gotycki kościół pw. św. Wojciecha
  - zamek Kmitów z XIV w.
- zabytki architektury sakralnej w Chronowie czy Królówce
- dobrze zachowane cmentarze z I wojny światowej: nr 299, nr 300, nr 303, nr 308, nr 311, nr 312

## Przyroda nieożywiona
Na terenie Parku znajduje się 11 interesujących  obiektów, z których najcenniejsze to:
- Rezerwat przyrody Kamień Grzyb, z głazem w kształcie grzyba o wysokości ok. 7 m znajdujący się w miejscowości Połom Duży na południe od Nowego Wiśnicza
- Kamienie Brodzińskiego – pomnik przyrody, grupa ciekawych kształtem skał zbudowanych z piaskowca istebniańskiego, na wzniesieniu Paprotna, położony na granicy Lipnicy Murowanej i Rajbrotu
- Skałki Chronowskie – pomnik przyrody nieożywionej; piaskowce wychodnie znajdujące się w wierzchowinowych partiach Kobylej Góry (na terenie wsi Chronów, przy granicy z Borówną).

## Rośliny i grzyby
Występują tu gatunki roślin typowe dla pogórza. Wśród zespołów leśnych dominują: buczyna karpacka, kwaśna buczyna niżowa, grądy i bory mieszane, łęg olszowo-jesionowy, podgórski łęg jesionowy, olszynka karpacka, żyzna jedlina. Wśród gatunków drzew dominują: buk, sosna, dąb i jodła. Wśród nieleśnych zespołów roślinnych występują: młaki turzycowo-mietlicowe i turzycowo-kozłkowe, murawy kserotermiczne oraz zespoły torfowiskowe.
Flora naczyniowa Wiśnicko-Lipnickiego Parku Krajobrazowego liczy 671 gatunków, natomiast flora mszaków – 122 gatunki. Z ciekawszych gatunków występują: ciemiężyca zielona, dziewięćsił bezłodygowy, goryczka krzyżowa, goryczuszka orzęsiona, lilia złotogłów, podkolan biały, wawrzynek wilczełyko, kukułka szerokolistna i plamista, modrzewnica zwyczajna, gnidosz błotny. Na zacienionych miejscach w lesie znaleźć można paproć pióropusznik strusi, skrzyp olbrzymi, parzydło leśne, konwalię majową. Ogółem stwierdzono występowanie 51 chronionych gatunków roślin naczyniowych oraz 24 gatunki chronionych mszaków.
Na górze Bukowiec utworzono leśny rezerwat przyrody Bukowiec, w którym wśród dobrze zachowanego drzewostanu znajdują się kwitnące okazy bluszczu pospolitego.
Na terenie Parku wykazano występowanie 187 różnych taksonów grzybów. Spotykane tu rzadkie gatunki to: gąska topolowa, łysiczka zielononiebieska, fałdówka kędzierzawa, czyreń sosnowy, pałecznica rurkowata, buławka sitkowata.
Odnotowano tu także 136 gatunków porostów, z których najciekawsze to: kruszownica szorstka, żełuczka zmienna, literak właściwy, złotorost zwodniczy.

## Fauna
Stwierdzono występowanie 119 gatunków chronionych zwierząt, m.in.:
- 12 gatunków płazów, m.in.: żaba trawna, kumak górski, rzekotka drzewna, ropucha szara, salamandra plamista
- 6 gatunków gadów,
- ryby: strzebla potokowa, pstrąg potokowy, śliz pospolity, brzanka, piekielnica i in.
- 39 stwierdzonych gatunków ssaków: gronostaj europejski, łasica pospolita, orzesznica, jeż wschodni, wydra, bóbr, dzik, sarna europejska, jeleń szlachetny, ryjówka aksamitna, ryjówka malutka, rzęsorek rzeczek, rzęsorek mniejszy, zębiełek karliczek; nietoperze: gacek brunatny, gacek wielkouch, mopek Barbastella, mroczek późny, nocek duży, nocek Natterera, podkowiec mały
- 101 gatunków ptaków, a wśród nich: bocian czarny, grubodziób, pełzacz leśny, sikora czarnogłowa, raniuszek
- bezkręgowce: 6 gatunków biegaczy (m.in. liszkarz tęcznik, kozioróg dębosz), paź żeglarz, paź królowej, mieniak tęczowiec, mieniak strużnik i wiele innych.

## Szlaki turystyczne
– niebieski: Bochnia – Nowy Wiśnicz – Kamień Grzyb – Paprotna (obok Kamieni Brodzińskiego) – Rajbrot – Łopusze – Przełęcz Rozdziele – Widoma – góra Kamionna – Pasierbiecka Góra – Tymbark.
 – z Rajbrotu przez Rogozową i dolinę Piekarskiego Potoku do Lipnicy Murowanej.
 – z Rajbrotu przez Dominiczną Górę, Piekarską Górę, Szpilówkę, Bukowiec i Machulec do Czchowa.